# Nikolaus München
Nikolaus München (* 19. Oktober 1794 in Wadern; † 29. Januar 1881 in Köln) war Kölner Dompropst.
Der Sohn eines Tuchmachers besuchte von 1801/02 bis 1807 die Primärschule seines Heimatortes und anschließend bis 1812 das Gymnasium in Trier. Von 1812 bis 1817 studierte er dann Theologie am Bischöflichen Priesterseminar in Trier, wo er am 28. November 1817 auch die Priesterweihe empfing.
Bis 1819 Kaplan in St. Wendel, wurde er dann Lehrer und Direktor der Lateinschule in Ahrweiler. Von 1823 bis 1825 studierte er noch einmal Theologie und Jura in Bonn. Von hier aus wurde er 1825 Geheimsekretär des Kölner Erzbischofs Ferdinand August von Spiegel, was er bis 1835 auch blieb. Der wissenschaftlich interessierte München promovierte am 22. Oktober 1827 in Würzburg zum Dr. theol. und am 4. Dezember 1828 in Freiburg zum Dr. jur. Seit 1832 auch Domherr in Köln, erfuhr seine Karriere mit dem Tod des Erzbischofs Spiegel einen Einbruch. Die preußische Regierung, mit welcher er zusammenarbeitete, ließ ihn fallen, als er nicht zum Kapitularvikar gewählt wurde und somit wohl auch keine Anhängerschaft im Kapitel besaß. Erst mit Erzbischof Johannes von Geissel kam München, der stets im Geruch eines Staatsdieners stand und unter Spiegel nachhaltigen Einfluss auf kirchenpolitische Angelegenheiten in Preußen bekommen hatte. So wurde er am 26. September 1848 zum Präses des Erzbischöflichen Ordinariats und am 1. Februar 1850 zum Erzbischöflichen Ordinariatsrat ernannt. Auch Berlin förderte ihn erneut und nominierte ihn zum Kölner Dompropst. Der „Kölner Gymnasial- und Stiftungsfonds“ erhielt testamentarisch von ihm 18.000 Goldmark zur Ausbildung junger Familienangehöriger.
Siehe auch: Liste der Kölner Weihbischöfe, Liste der Kölner Generalvikare, Liste der Kölner Offiziale, Liste der Kölner Dompröpste, Liste der Kölner Domherren

## Werke
- Das Metropolitan-Domkapitel zu Köln in seinem Rechte, oder Verhalten desselben und seine Verhandlungen mit dem Apostolischen Stuhle in der Erzbischöflichen Sache : eine kanonistische Abhandlung mit authentischen Aktenstücken. Eisen, Köln 1838. (Digitalisierte Ausgabe der Universitäts- und Landesbibliothek Düsseldorf)